# Linnaemya hybrida
Linnaemya hybrida är en tvåvingeart som beskrevs av Zimin 1965. Linnaemya hybrida ingår i släktet Linnaemya och familjen parasitflugor. Inga underarter finns listade i Catalogue of Life.